# Langer Marsch 2

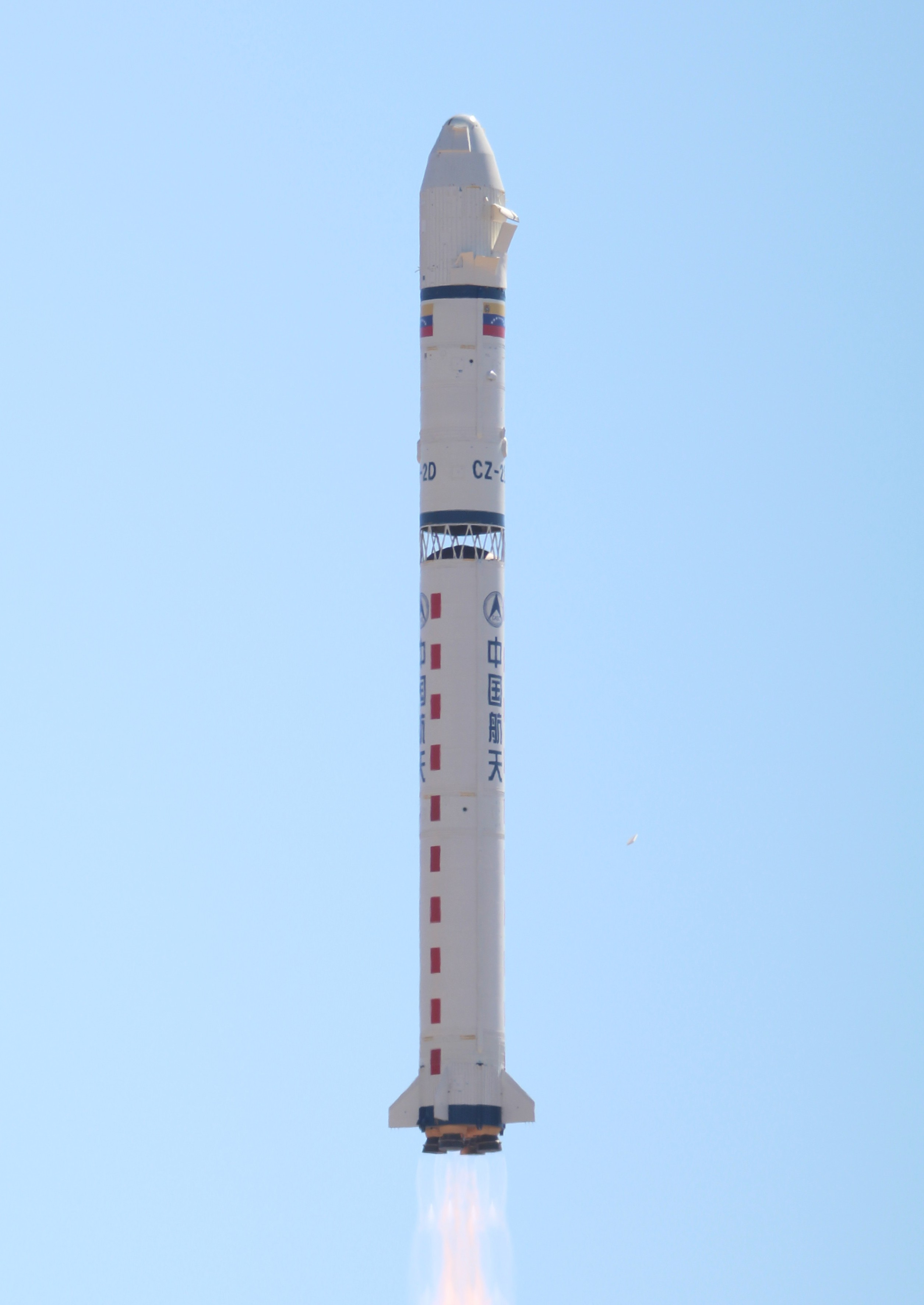
Start einer Langer Marsch 2D am 29. September 2012

Langer Marsch 2, kurz LM-2 (chinesisch 長征二號 / 长征二号, Pinyin Chángzhēng Èrhào, kurz CZ-2) bezeichnet eine Serie von zweistufigen Trägerraketen der Langer-Marsch-Familie der Volksrepublik China, wobei die einzelnen Versionen sich teilweise stark voneinander unterschieden.

## Geschichte
| 2 | 2C | 2D | 2E | 2F |
| - | -- | -- | -- | -- |
|   |    |    |    |    |

### Langer Marsch 2/2A
Im August 1965 billigte die von Premierminister Zhou Enlai geleitete „Zentrale Kommission für Spezialprojekte“ (中央专门委员会) einen Vorschlag der Chinesischen Akademie der Wissenschaften zur Entwicklung eines Fernerkundungssatelliten, der unbeschadet zur Erde zurückkehren konnte, zunächst „Chinesischer Rückkehr-Satellit“ (中国返回式卫星, Pinyin Zhōngguó Fǎnhuí Shì Wèixīng) genannt.
Es wurde ein detailliertes Konzept ausgearbeitet, und im September 1967 beschloss man auf einer Sitzung des für diese Dinge zuständigen Siebten Ministeriums für Maschinenbauindustrie, der heutigen China Aerospace Science and Technology Corporation, auf der Basis der dort in Entwicklung befindlichen Interkontinentalrakete Dongfeng 5 eine Trägerrakete für den Rückkehrsatelliten zu entwickeln. Auf einer von Zhou Enlai einberufenen Sitzung der Zentralen Kommission für Spezialprojekte am 5. Juni 1970 wurden Trägerrakete und Rückkehrsatellit schließlich in die Liste der nationalen Schwerpunktprojekte (国家重点建设项目) aufgenommen. Damit war der Weg für die konkrete Entwicklungsarbeit frei. 
Tu Shou’e (屠守锷, 1917–2012), der Chefkonstrukteur der Interkontinentalrakete, und sein Stellvertreter Wang Yongzhi, beide an der 1. Akademie des Siebten Ministeriums tätig, der heutigen Akademie für Trägerraketentechnologie, befassten sich neben ihrer Arbeit an der Dongfeng 5 nun auch mit der Arbeit an der neuen Rakete. Im November 1973 beschloss man an der 1. Akademie, diese Rakete, die eine Nutzlast von 1800 kg in einen erdnahen Orbit tragen können sollte, „Langer Marsch 2“ zu nennen.
Der erste (und einzige) Start der Rakete erfolgte am 5. November 1974, war jedoch ein Misserfolg. 20 Sekunden nach dem Start wurde die Fluglage der Rakete instabil und sie zerstörte sich selbst.

### Langer Marsch 2C
Nach dem Fehlschlag vom 5. November 1974 – ein Kabel des Trägheitsnavigationssystems hatte sich gelöst – wurde die später auch als „CZ-2A“ bezeichnete Rakete modifiziert und in CZ-2C umbenannt (die dreistufige CZ-2B wurde später in Langer Marsch 3 umbenannt). Nachdem bis Oktober 1975 fünf Tests am Boden durchgeführt wurden, die zweimal zu einer Nachüberprüfung der Qualität führten, erfolgte der Erststart der Changzheng 2C am 26. November 1975. Vom Kosmodrom Jiuquan brachte die Rakete den Rückkehr-Satelliten Bahnbrecher-1 1, auch bekannt als FSW-0 1, erfolgreich ins All. Nach einem weiteren erfolgreichen Start am 7. Dezember 1976 nahm die 1. Akademie des Siebten Ministeriums für Maschinenbauindustrie (die heutige Akademie für Trägerraketentechnologie) Veränderungen an der Rakete vor. So wurde die Länge von 32 m auf 35 m erhöht. Der Startschub wurde auf 2800 kN gesteigert, wodurch sich die maximale Nutzlast auf 2,5 t erhöhte. Dies war durch die immer anspruchsvoller und schwerer werdenden Fernerkundungssatelliten notwendig geworden. Ab 1980 wurde die maximale Nutzlast für einen erdnahen Orbit in drei weiteren Schritten auf 3 t erhöht.

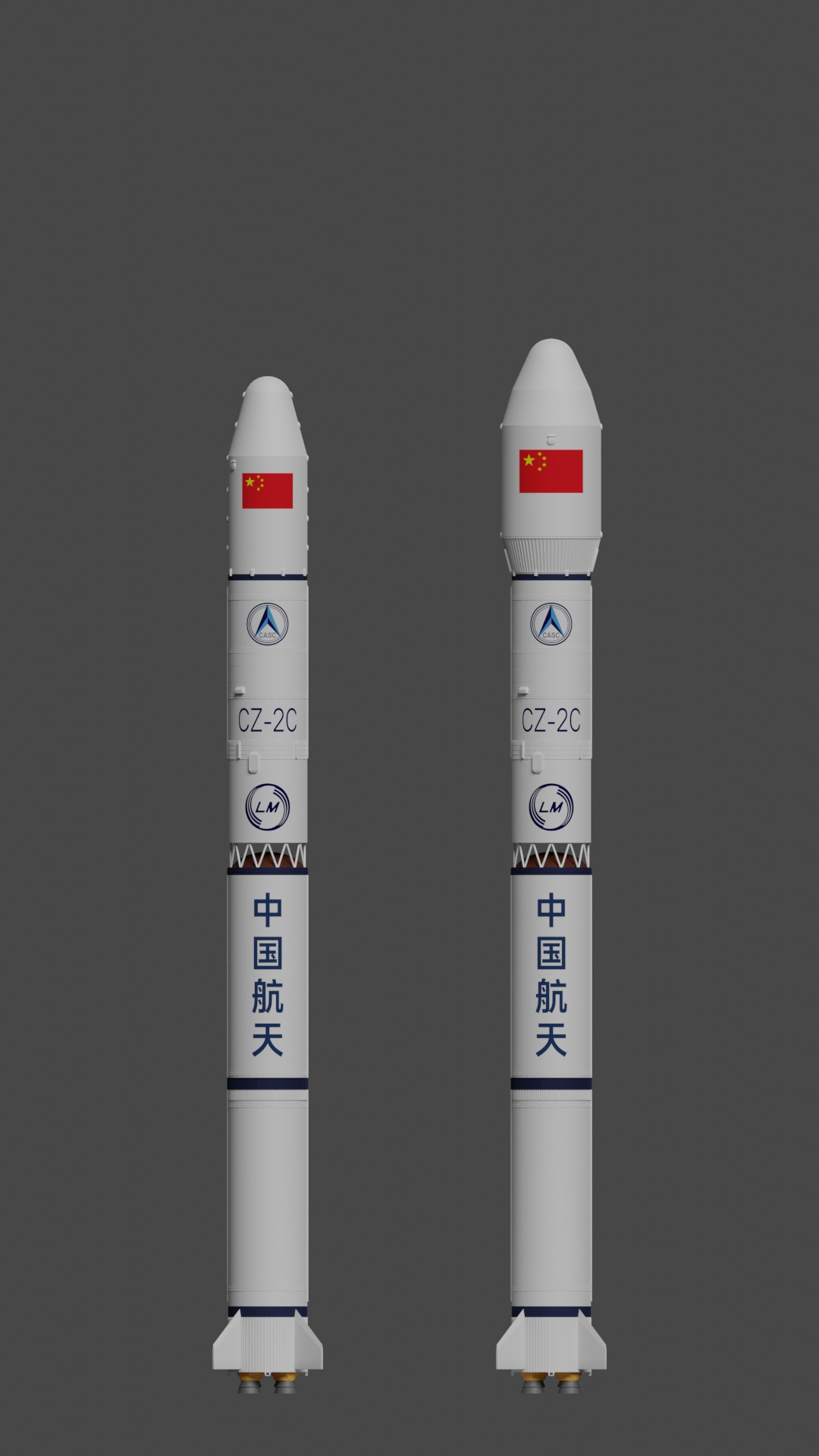
Nutzlastverkleidung von 3,35 m und 4,2 m

Es gab die Changzheng 2C in einigen Untervarianten. So wurden die Raketen für den Start von Iridium-Satelliten von Motorola als CZ-2C/SD bezeichnet. Diese Variante war 40 m lang und besaß ein Startgewicht von 213 t, sie konnte zwei Iridium-Satelliten von jeweils 1,5 t in eine 630 km hohe Polarbahn befördern. Hierfür war die Oberstufe der Rakete, die eine 8,4 m lange Nutzlastverkleidung besaß, mit einem zusätzlichen Feststoffraketentriebwerk ausgerüstet. Nach dem Start brachte die erste Stufe die Rakete zunächst in eine elliptische Parkbahn von 180 × 665 km. Danach zündete das Feststofftriebwerk der Oberstufe und brachte sie mit den darauf montierten Satelliten in eine kreisförmige Umlaufbahn von 630 km Höhe. Am Ende zündete das Flüssigkeitstriebwerk, brachte die Stufe in die korrekte Position und versetzte sie in Rotation. Dann, etwa 50 Minuten nach dem Start, wurden die Satelliten in ihrer endgültigen Umlaufbahn ausgesetzt. Am 1. September 1997 wurde die CZ-2C/SD mit zwei Modellsatelliten als Massesimulation erfolgreich getestet, am 8. Dezember 1997 erfolgte der erste Start zweier realer Iridium-Satelliten.
Eine weitere Variante mit dreiachsenstabilisierter Oberstufe, die CZ-2C/SM, wurde für das zusammen mit der der ESA durchgeführte Double-Star-Projekt eingesetzt. Hierbei wurden am 29. Dezember 2003 und am 25. Juli 2004 zwei jeweils 660 kg schwere Forschungssatelliten in sehr hohe Umlaufbahnen von 555 × 78.051 km (Bahnneigung 28,5°) bzw. 681 × 38.278 km (Bahnneigung 90°) gebracht.
Eine dritte, am 6. September 2008 erstmals gestartete Variante mit einer dritten, feststoffgetriebenen Stufe und Heckflossen wurde CZ-2C/SMA genannt.
Die CZ-2C, die von allen drei Inlandskosmodromen starten und Satelliten in alle Arten von Orbits bringen kann, von erdnah über sonnensynchron bis zu geostationären Transferorbits und stark elliptischen Orbits, war mit 72 Starts, davon nur ein Fehlschlag (am 18. August 2011) Stand Juli 2023 eine der am häufigsten eingesetzten Rakete der Langer-Marsch-Familie. 2021 wurde für die Changzheng 2C eine Nutzlastverkleidung von 4,2 m Durchmesser entwickelt, deren Hälften mit jeweils einem lenkbaren Gleitschirm zur Erde zurückkehren sollen, um die Beeinträchtigung der Bevölkerung durch Evakuierung in den von der Rakete überflogenen Gebieten möglichst zu reduzieren.
Bereits am 26. Juli 2019 hatte man an der ersten Stufe montierte, schwenkbare Gitterflossen getestet, mit denen die ausgebrannte Stufe nach dem Abwerfen ihren Landepunkt relativ genau ansteuern konnte.

### Langer Marsch 2D
Die CZ-2D wurde vom Shanghaier Raumfahrtbüro (seit März 1993 Shanghaier Akademie für Raumfahrttechnologie)
entwickelt und hatte am 9. August 1992 ihren Erststart. Trotz ihres Namens ist sie keine Variante der CZ-2, sondern eine zweistufige Ableitung der Langer Marsch 4A. Die erste Stufe der CZ-2D ist mit derjenigen der CZ-4-Raketen identisch. Die eine in Serienproduktion hergestellte Stufe kann je nach Auftragslage bei beiden Raketen eingesetzt werden, auf den Kosmodromen muss für beide Raketen nur ein Satz Prüfgeräte vorgehalten werden. Die CZ-2D wird Stand Juli 2023 mit 77 Starts noch häufiger eingesetzt wie die CZ-2C und ist ebenfalls sehr zuverlässig. Nur am 28. Dezember 2016 erreichte die Rakete eine niedrigere Umlaufbahn als vorgesehen.
Die Rakete wird ständig verbessert. So findet mittlerweile die Telemetrie, Bahnverfolgung und Steuerung nach dem Start über die Tianlian-Relaissatelliten statt, mit denen die Rakete mit einer Datenübertragungsrate von 2048 Mbit/s kommuniziert. Dadurch entfällt die Notwendigkeit für den Einsatz eines Bahnverfolgungsschiffs, was die Startkosten senkt. Außerdem wurde der Schutz der Rakete gegen Regen und Blitzschlag verbessert, was zu weniger Startverzögerungen während des sommerlichen Monsuns führt – insbesondere auf dem Kosmodrom Xichang in Sichuan ein größeres Problem.
Am 23. Juni 2022 wurde weltweit erstmals bei der Oberstufe einer Rakete ein von der ASES Spaceflight Technology, einer Tochtergesellschaft der Shanghaier Akademie für Raumfahrttechnologie, entwickeltes Bremssegel eingesetzt, das die Stufe innerhalb von zwei Jahren zum Absturz bringt und so die Menge des Weltraummülls reduziert.
Die beiden Stufen der CZ-2D verwenden Flüssigkeitsraketentriebwerke der YF-20-Familie, die mit dem toxischen Treibstoff 1,1-Dimethylhydrazin sowie dem ebenfalls toxischen Distickstofftetroxid als Oxidator arbeiten.
Beide Substanzen sind bei Raumtemperatur lagerfähig, stellen aber ein relativ hohes Sicherheitsrisiko für das Personal und – bei Unfällen – die Umwelt dar. Aus diesem Grund denkt man bei der Shanghaier Akademie für Raumfahrttechnologie daran, für die Rakete in Zukunft das von der Akademie für Flüssigkeitsraketentriebwerkstechnik neu entwickelte, nach dem Nebenstromverfahren arbeitende Kerosin-Flüssigsauerstoff-Triebwerk YF-102 zu verwenden. Dieses 2021 erstmals vorgestellte Triebwerk wird zu großen Teilen im 3D-Druck hergestellt und ist daher relativ preisgünstig. Es verfügt mit bis zu 835 kN auf Meereshöhe über eine größere Schubkraft als die YF-20-Triebwerke, und es können für die erste Stufe nicht nur vier, sondern fünf dieser Triebwerke in einem Modul zusammengefasst werden.
Am 14. Oktober 2021 wurden beim Start des Sonnenbeobachtungssatelliten Xihe vom Kosmodrom Taiyuan erstmals bei der Erststufe einer CZ-2D Gitterflossen eingesetzt. Dadurch konnte das vorgesehene Absturzgebiet der Raketenstufe um mehr als 80 % reduziert werden. Die Gitterflossen werden als wichtiger Schritt zu einer vollständigen Wiederverwendbarkeit der ersten Raketenstufe gesehen. Bei der Akademie für Flüssigkeitsraketentriebwerkstechnik denkt man bereits daran, aus der Basisversion des YF-102 ein in großem Umfang regelbares und mehrmals zündbares Triebwerk für wiederverwendbare Raketen zu entwickeln. Am 23. Juli 2023 wurde bei diesem Raketentyp erstmals eine auskragende, von der Changzheng 3B/G2 übernommene Nutzlastverkleidung mit 4 m Durchmesser verwendet.

### Langer Marsch 2E

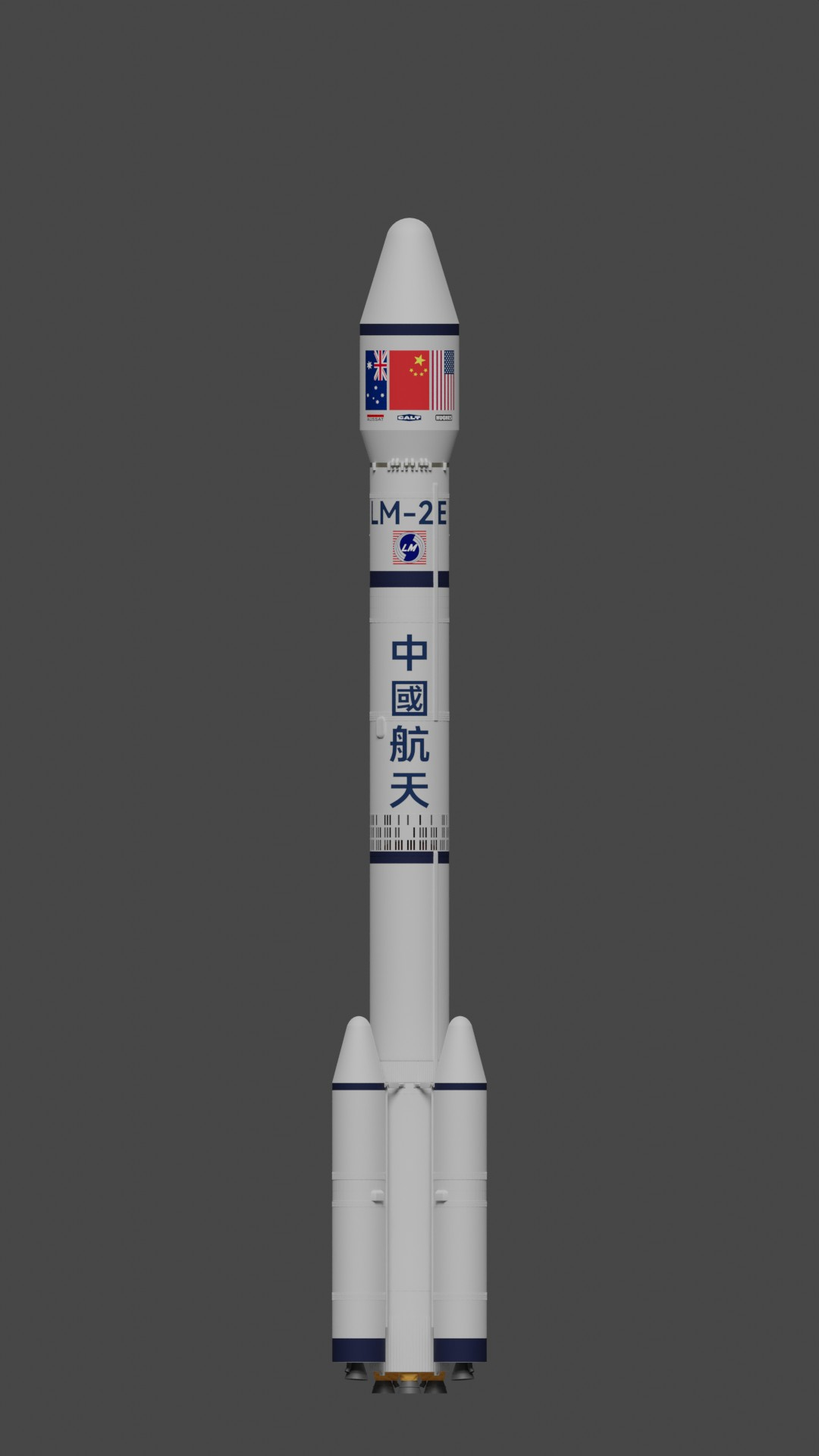
Langer Marsch 2E

Am 26. Oktober 1985 erteilte die chinesische Regierung die Erlaubnis, kommerzielle Satellitenstarts mit Trägerraketen vom Typ Langer Marsch 2 und Langer Marsch 3 auf dem internationalen Markt anzubieten.
Die zu diesem Zeitpunkt stärkste Rakete Chinas, die Changzheng 3, konnte jedoch nur Lasten von maximal 1,4 t in eine geostationäre Umlaufbahn bringen, während die meisten im Ausland hergestellten Satelliten damals bereits mehr als 2,5 t wogen. Daher beschloss das Ministerium für Raumfahrtindustrie, das im Mai 1982 aus dem Siebten Ministerium für Maschinenbauindustrie hervorgegangen war, Ende 1986, eine Version der Changzheng 2 mit Boostern zu entwickeln, zunächst „CZ-2-Bündel“ (长二捆) genannt. Nach ersten Machbarkeitsstudien konnte Wang Yongzhi, seit Dezember 1986 Direktor der 1. Akademie, auf einer Sitzung des im April 1988 gegründeten Ministeriums für Luft- und Raumfahrtindustrie im November 1988 garantieren, dass die nun „Langer Marsch 2E“ genannte Rakete bis zum 30. Juni 1990 einsatzbereit sein würde. Daraufhin erteilte der Staatsrat der Volksrepublik China im Dezember 1988 die Genehmigung für Entwicklung und Bau der Rakete, die Kommission für Wissenschaft, Technik und Industrie für Landesverteidigung übertrug Wang Yongzhi das Kommando bei dem Projekt.
Die Rakete wurde mit vier zusätzlichen Flüssigtreibstoff-Boostern ausgerüstet, die jeweils ein Triebwerk vom Typ YF-20B mit einer Schubkraft von 732 kN auf Meereshöhe besaßen. Der Erststart erfolgte am 16. Juli 1990.
Die Geschichte dieser Rakete ist von zwei Fehlstarts überschattet, die auf den gleichen, nicht behobenen Fehler zurückzuführen sind. Bei beiden Malen kam die eingesetzte Software nicht mit der plötzlich einsetzenden Änderung der Windverhältnisse beim Verlassen des Talkessels vom Kosmodrom Xichang zurecht. Beim ersten Unfall am 21. Dezember 1992 wurde durch Windböen und die dadurch ausgelösten Steuerungsmaßnahmen der Rakete die Belastung so hoch, dass die Nutzlastverkleidung zerstört und abgeworfen wurde. Die Rakete erreichte dennoch ihren vorgesehenen Orbit und setzte dort den (allerdings komplett zerstörten) Satellit aus. Beim zweiten Unfall am 25. Januar 1995 geriet die Rakete in der gleichen Situation vollends außer Kontrolle und stürzte einige Kilometer vom Startplatz entfernt in ein Dorf, wobei 21 Menschen umkamen. Insgesamt wurde die Rakete sieben Mal eingesetzt (letzter Start am 28. Dezember 1995). Eine Weiterentwicklung „CZ-2E(A)“ mit längeren Boostern wurde im Jahr 2000 angekündigt, aber nie realisiert.

### Langer Marsch 2F

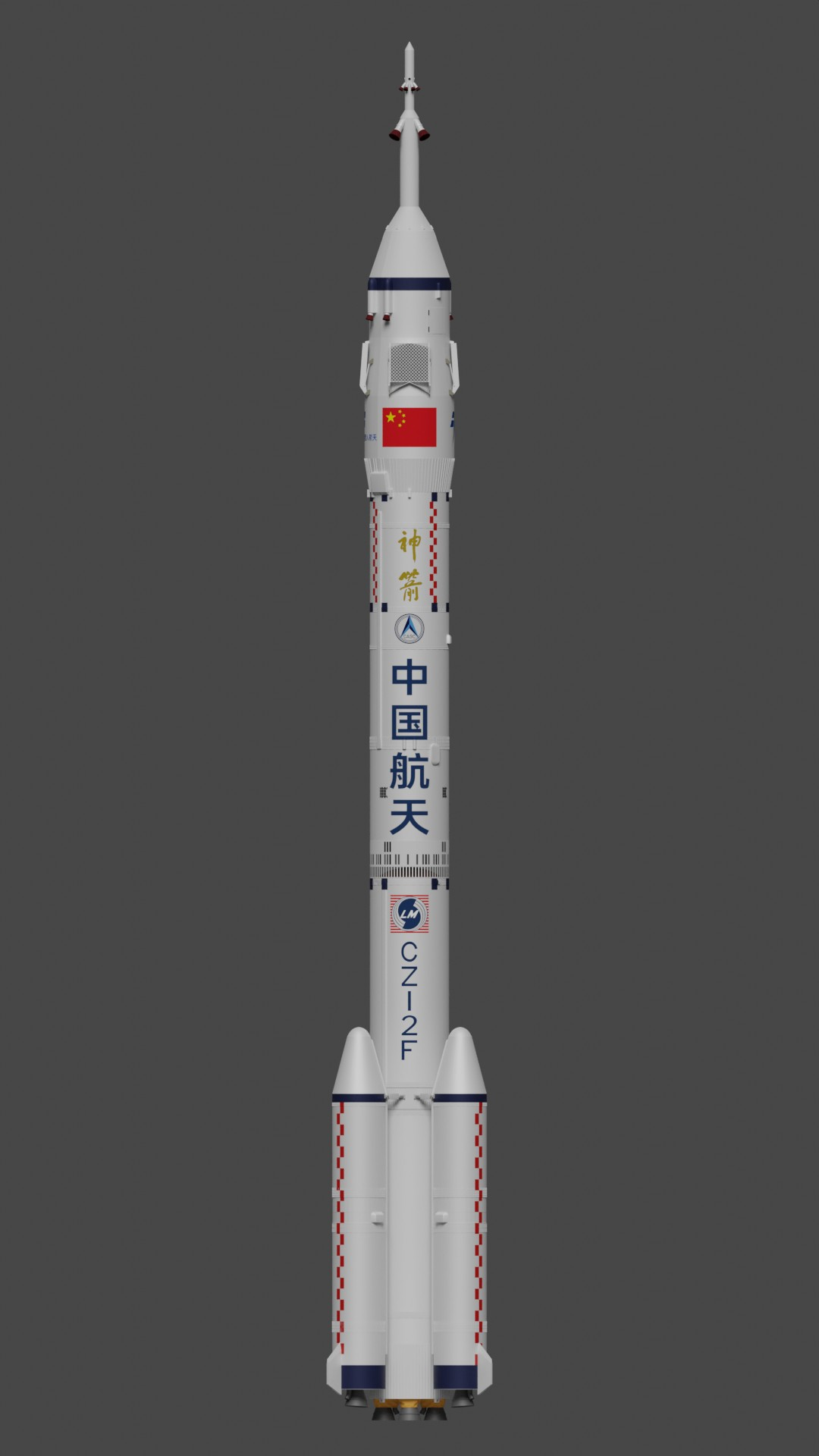
Langer Marsch 2F/G

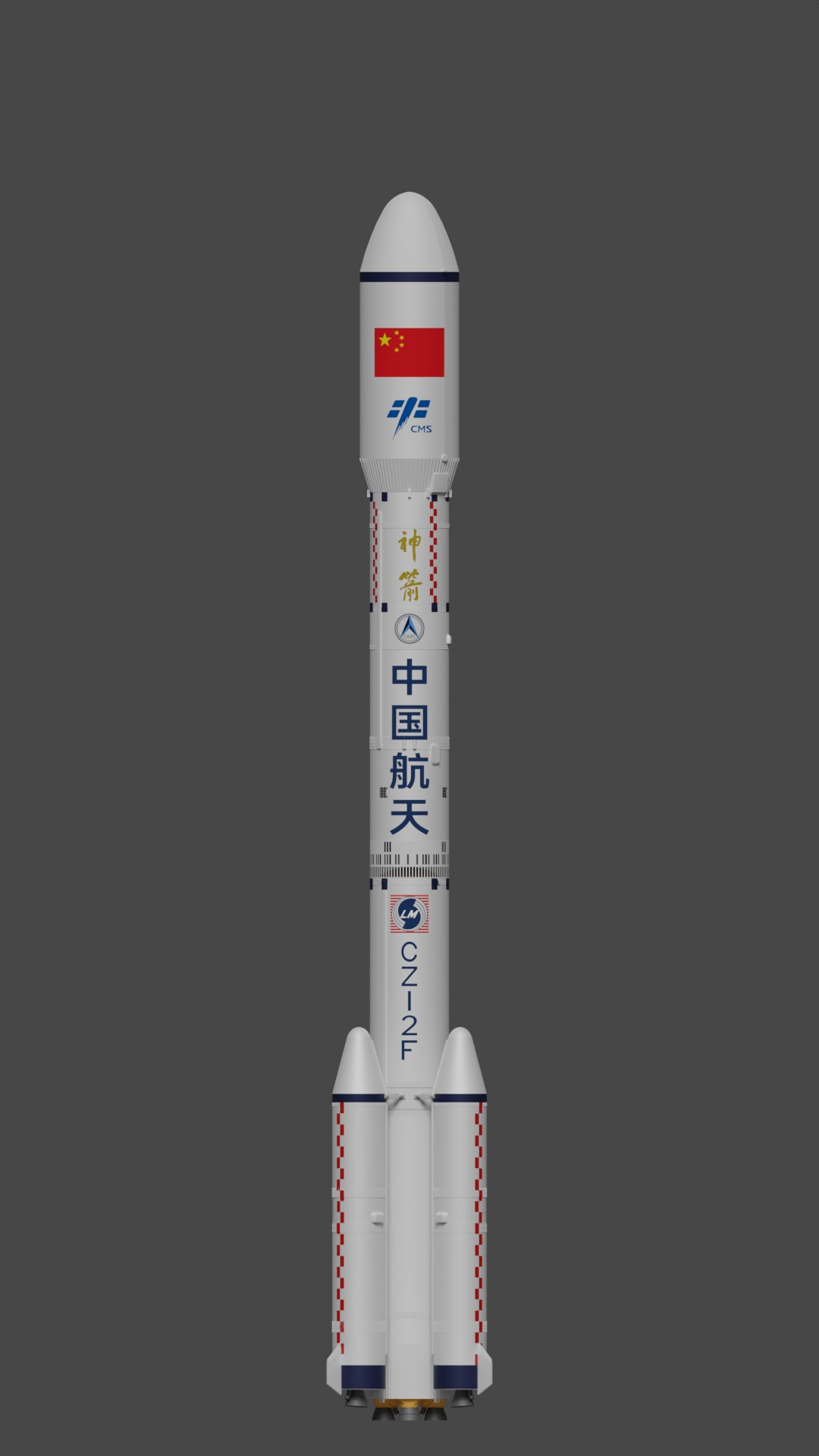
Langer Marsch 2F/T

Nachdem der Ständige Ausschuss des Politbüros der Kommunistischen Partei Chinas am 21. September 1992 das in drei Phasen unterteilte bemannte Raumfahrtprogramm der Volksrepublik China gebilligt hatte, gaben wenige Tage später das Zentralkomitee der Kommunistischen Partei Chinas, der Staatsrat der Volksrepublik China und die Zentrale Militärkommission die Mittel für die erste Phase – den Start zweier unbemannter und eines bemannten Raumschiffs – frei. Am 23. Oktober 1992 wurde auf einer Sitzung im damaligen Ministerium für Luft- und Raumfahrtindustrie die Finanzierungszusage bekanntgegeben und die Chinesische Akademie für Trägerraketentechnologie beauftragt, auf der Basis der Changzheng 2E eine Trägerrakete für besagte Raumschiffe zu entwickeln. Dies war noch vor dem Unfall am 21. Dezember jenes Jahres, aber da die „Langer Marsch 2F“ genannte Rakete für bemannte Missionen gedacht war, wurden umfangreiche Maßnahmen zur Erhöhung der Zuverlässigkeit geplant. So wurden dreifach redundante Systeme eingeführt und die zweite Stufe strukturell verstärkt. In Zusammenarbeit mit der Akademie für Feststoffraketentriebwerkstechnik wurde ein Rettungssystem aus einer Rettungsrakete an der Spitze der Rakete sowie Rettungstriebwerken und ausklappbaren Gitterflossen an den Seiten der Nutzlastverkleidung entwickelt.
Die durch Massentests der einzelnen Bauteile ermittelte Zuverlässigkeit der Changzheng 2F betrug 97 %,
womit sie bis zur Indienststellung der Changzheng 7 mit 98 % im Jahr 2016 die theoretisch sicherste Rakete Chinas war.
Zum Vergleich: die anderen, unbemannten Raketen der Langer-Marsch-Reihe hatten in den 1990er Jahren nur eine Zuverlässigkeit von 90 %.

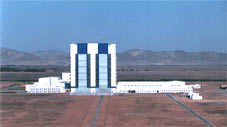
Blick von der Startrampe auf das Raumfahrzeugmontagegebäude

Ende 1994 waren die Pläne für die Rakete vollständig ausgearbeitet und von der Dachgesellschaft für Raumfahrtindustrie abgenommen, der Vorläuferorganisation des heutigen Mutterkonzerns der Akademie für Trägerraketentechnologie. Am 7. Juli 1995 erteilte die  „Zentrale Kommission für Spezialprojekte“ (中央专门委员会) beim Zentralkomitee der KPCh die Genehmigung, mit dem Bau eines ersten Prototyps zu beginnen. Anders als bei den bis dahin entwickelten Raketen der Langer-Marsch-Familie, deren Stufen an der Startrampe zusammengesetzt werden, erfolgte hier die Montage in einem im Südosten des Kosmodroms Jiuquan neu errichteten Raumfahrzeugmontagegebäude, von Anfang an senkrecht, wo die Rakete anschließend überprüft und schließlich auf einem fahrbaren Starttisch stehend zur Startrampe gebracht wird. 
Nachdem der finale Prototyp am 12. Dezember 1997 fertiggestellt war, wurde die neue Methode im März 1998  erstmals bei einer großangelegten Übung erprobt.
Der unbemannte Erststart erfolgte am 19. November 1999. Nach drei weiteren unbemannten Testflügen folgte am 15. Oktober 2003 mit Shenzhou 5 der erste bemannte Flug. Der letzte Einsatz dieser Rakete war bei der Mission Shenzhou 7 am 25. September 2008.

### Langer Marsch 2F/G
Für die Missionen ab 2011, wo es um den Start eines Raumlabors und die Erprobung von Koppelmanövern ging, wurde eine verbesserte Version der Changzheng 2F entwickelt, die Changzheng 2F/G (von chin. 改进型, Gǎijìn Xíng „Weiterentwickelte Version“). Diese Rakete besitzt ein verbessertes Trägheitsnavigationssystem, um den gewünschten Orbit präziser erreichen zu können. Auch die Triebwerke wurden etwas überarbeitet. Die Distickstofftetroxid-Tanks in den Boostern sind am oberen Ende zugespitzt statt rund, um den Raum besser auszunutzen und mehr Treibstoff unterbringen zu können. Damit erhöhte sich das maximale Nutzlastgewicht für eine erdnahe Umlaufbahn von 8,1 auf 8,6 Tonnen, und das Startgewicht von 480 auf 493 Tonnen für den Transport eines Raumlabors, der ohne Rettungsrakete erfolgte, bzw. 497 Tonnen für die Raumschiffe ab Shenzhou 8. Für den Transport von Raumschiffen wird bei der CZ-2F/G die alte Nutzlastverkleidung von 3,8 m Durchmesser und 10,7 m Länge verwendet, bei den Raumlabors Tiangong 1 und Tiangong 2 kam eine Nutzlastverkleidung von 4,2 m Durchmesser und 12,7 m Länge zum Einsatz.
Auch beim Start des experimentellen Raumgleiters Chongfu Shiyong Shiyan Hangtian Qi am 4. September 2020 wurde eine Changzheng 2F/G mit großer Nutzlastverkleidung verwendet. Diese Variante der Rakete, deren Nutzlastverkleidung die Form einer Von-Kármán-Ogive besitzt (wie bei der Changzheng 5), wird auch als 长二F改T型 (von „Tiangong“) oder CZ-2F/T bezeichnet.
Anders als die Raumschiffe transportierenden Raketen, die seit der Mission Shenzhou 1 im Jahr 1999 mit Seriennummern (遥一, 遥二 etc.) durchgezählt werden, tragen die für unbemannte Flüge verwendeten Raketen vom Typ Langer Marsch 2F/G seit dem Raumlabor Tiangong 1 im Jahr 2011 die Nummern T1, T2 etc.
Für die Wiederaufnahme der bemannten Raumflüge im Zusammenhang mit der Chinesischen Raumstation im Jahr 2021 wurde nicht nur die theoretische Zuverlässigkeit der Changzheng 2F/G von 97 % auf 98 % erhöht, sondern auch das Rettungssystem weiter verbessert, das sich nun an verschiedene Situationen automatisch anpassen kann.
Auch im weiteren Verlauf wurde die Rakete ständig verbessert. So fand Chefkonstrukteurin Rong Yi im Juli 2021 kurz vor der Auslieferung der Rakete für die Mission Shenzhou 14, dass man durch Hinzufügung einer von den neueren Raketen übernommenen Hitzeschutzkappe für die Booster die durch die Reibungswärme beim Flug entstehende Temperatur in deren Innerem um mehr als 10 °C senken konnte, was die Zuverlässigkeit der Rakete erhöhte. Diese Verbesserung wurde dann auch bei dem bereits als Rettungsrakete auf dem Kosmodrom befindlichen und für den Einsatz bei der Mission Shenzhou 13 bestimmten Exemplar durchgeführt.

## Technische Daten

### Langer Marsch 2F
| Modell              | CZ-2F                                                             | CZ-2F/G                                                           | CZ-2F/T                                                           |
| ------------------- | ----------------------------------------------------------------- | ----------------------------------------------------------------- | ----------------------------------------------------------------- |
| Rettungsrakete      | ja                                                                | ja                                                                | nein                                                              |
| Höhe                | 58,34 m                                                           | 58,34 m                                                           | 52 m                                                              |
| Durchmesser         | 3,35 m                                                            | 3,35 m                                                            | 3,35 m                                                            |
| Startmasse          | 480 t                                                             | 497 t                                                             | 493 t                                                             |
| Startschub          | 5.923 kN                                                          | 5.923 kN                                                          | 5.923 kN                                                          |
| Nutzlast (LEO)      | 8,1 t                                                             | 8,6 t                                                             | 8,6 t                                                             |
| 1. Stufe            |                                                                   |                                                                   |                                                                   |
| Höhe                | 28,5 m                                                            | 28,5 m                                                            | 28,5 m                                                            |
| Durchmesser         | 3,35 m                                                            | 3,35 m                                                            | 3,35 m                                                            |
| Startmasse          | 186,5 t                                                           | 186,5 t                                                           | 186,5 t                                                           |
| Triebwerk           | YF-21B (= 4 × YF-20B) mit 2.962 kN auf Meereshöhe                 | YF-21B (= 4 × YF-20B) mit 2.962 kN auf Meereshöhe                 | YF-21B (= 4 × YF-20B) mit 2.962 kN auf Meereshöhe                 |
| Brenndauer          | 166 Sekunden                                                      | 166 Sekunden                                                      | 166 Sekunden                                                      |
| Treibstoff          | 174 t Distickstofftetroxid und 1,1-Dimethylhydrazin               | 174 t Distickstofftetroxid und 1,1-Dimethylhydrazin               | 174 t Distickstofftetroxid und 1,1-Dimethylhydrazin               |
| Booster (4×)        |                                                                   |                                                                   |                                                                   |
| Höhe                | 15,3 m                                                            | 15,3 m                                                            | 15,3 m                                                            |
| Durchmesser         | 2,25 m                                                            | 2,25 m                                                            | 2,25 m                                                            |
| Startmasse          | 40,8 t                                                            | 40,8 t                                                            | 40,8 t                                                            |
| Triebwerk           | YF-20B mit 740 kN auf Meereshöhe                                  | YF-20B mit 740 kN auf Meereshöhe                                  | YF-20B mit 740 kN auf Meereshöhe                                  |
| Brenndauer          | 128 Sekunden                                                      | 157 Sekunden                                                      | 157 Sekunden                                                      |
| Treibstoff          | 37,8 t (bei CZ-2F) Distickstofftetroxid und 1,1-Dimethylhydrazin  | 37,8 t (bei CZ-2F) Distickstofftetroxid und 1,1-Dimethylhydrazin  | 37,8 t (bei CZ-2F) Distickstofftetroxid und 1,1-Dimethylhydrazin  |
| 2. Stufe            |                                                                   |                                                                   |                                                                   |
| Höhe                | 15,5 m                                                            | 15,5 m                                                            | 15,5 m                                                            |
| Durchmesser         | 3,35 m                                                            | 3,35 m                                                            | 3,35 m                                                            |
| Startmasse          | 91,5 t                                                            | 91,5 t                                                            | 91,5 t                                                            |
| Triebwerk           | YF-24B (= YF-22B + 4 × YF-23B) mit 738 kN + 4 × 47 kN Vakuumschub | YF-24B (= YF-22B + 4 × YF-23B) mit 738 kN + 4 × 47 kN Vakuumschub | YF-24B (= YF-22B + 4 × YF-23B) mit 738 kN + 4 × 47 kN Vakuumschub |
| Brenndauer          | 300 Sekunden (YF-22B) bzw. 414 Sekunden (YF-23B)                  | 300 Sekunden (YF-22B) bzw. 414 Sekunden (YF-23B)                  | 300 Sekunden (YF-22B) bzw. 414 Sekunden (YF-23B)                  |
| Treibstoff          | 86 t Distickstofftetroxid und 1,1-Dimethylhydrazin                | 86 t Distickstofftetroxid und 1,1-Dimethylhydrazin                | 86 t Distickstofftetroxid und 1,1-Dimethylhydrazin                |
| Nutzlastverkleidung |                                                                   |                                                                   |                                                                   |
| Länge               | 10,7 m                                                            | 10,7 m                                                            | 12,7 m                                                            |
| Durchmesser         | 3,8 m                                                             | 3,8 m                                                             | 4,2 m                                                             |

### Spezifikationen für ältere Versionen
| Modell             | Stufen           | Länge (m)            | Max. Durchmesser (m) | Startmasse (t) | Startschub (kN) | Nutzlast (LEO, kg) |
| ------------------ | ---------------- | -------------------- | -------------------- | -------------- | --------------- | ------------------ |
| Langer Marsch 2/2A | 2                | 31,170               | 3,35                 | 190            | 2786            | 1800               |
| Langer Marsch 2C   | 2                | 35,15                | 3,35                 | 192            | 2786            | 2400               |
| Langer Marsch 2D   | 2                | 33,667 (ohne Schild) | 3,35                 | 237            | 2961            | 3100               |
| Langer Marsch 2E   | 2 (plus Booster) | 49,686               | 11,45                | 462            | 5923            | 9200               |